# 339 (số)
339 (ba trăm ba mươi chín) là một số tự nhiên ngay sau 338 và ngay trước 340.